# Peter Lodberg
 Der er for få eller ingen kildehenvisninger i denne artikel, hvilket er et problem. Du kan hjælpe ved at angive troværdige kilder til de påstande, som fremføres i artiklen.

Peter Lodberg (født 2. august 1958 i Esbjerg) er en dansk teolog, forfatter og foredragsholder. Tidligere studieleder, afdelingsleder og professor på den teologiske uddannelse ved Aarhus Universitet indtil den 31. august 2023.  
Peter Lodberg blev student fra Esbjerg Gymnasium i 1977. I december 1983 blev han Master of Theology fra University of Nottingham, England, og i 1986 opnåede han den teologiske embedseksamen fra Det teologiske Fakultet, Aarhus Universitet. Tildelt Aarhus Universitets guldmedalje 1986.  Lic.theol. i 1993. Den 3. september 2010 forsvarede Peter Lodberg sin doktorafhandling, "Tro og magt i Det Hellige Land", og opnåede den teologiske doktorgrad (dr.theol.).  
I perioden 1. februar 2002 – 31. december 2004, var Peter Lodberg generalsekretær i Folkekirkens Nødhjælp.
Siden 2008 formand for Nyborgmødet på Hotel Nyborg Strand og fra 2010-2024 formand for Teologi for Lægfolk, der er et tre-årigt teologisk kursus for voksne. Formand for Folkekirkens mellemkirkelige Råd siden april 2022 og Det Lutherske Verdensforbunds øverste råd (Council) fra september 2023.
Peter Lodberg var medlem af regeringens udvalg vedr. udarbejdelse af lov om anerkendte trossamfund i Danmark, Kirkeministeriets udvalg vedr. dobbelt medlemskab af folkekirken og Kirkeministeriets udvalg vedr. adgang til at søge præsteembede i folkekirken på baggrund af §1a om ansættelse i folkekirken. 
Peter Lodberg har udgivet en række bøger og artikler herunder Tænkepausen TRO, Aarhus Universitetsforlag, i 2015, Danskernes tro gennem 1000 år, Kristeligt Dagblads Forlag, i 2016, Tro versus tro. Kristendommen i dialog og konflikt i 2000 år, Kristeligt Dagblads forlag, 2021 samt "Jeg er til, fordi du er til. Desmond Tutus tro og spiritualitet", Eksistensen, 2024 (sammen med Christian Balslev-Olesen).